# Michel Aurillac
Michel Aurillac (ur. 11 lipca 1928 w Marsylii, zm. 6 lipca 2017 w Paryżu) – francuski polityk i prawnik, deputowany, w latach 1986–1988 minister.

## Życiorys
Absolwent Instytutu Nauk Politycznych w Paryżu. W 1953 ukończył École nationale d’administration. Podjął w tym samym roku pracę w Radzie Stanu jako audytor. Obejmował następnie liczne stanowiska urzędnicze, pełnił funkcję prefekta w różnych departamentach i regionach, był też dyrektorem gabinetu ministra spraw wewnętrznych Michela Poniatowskiego.
Był politykiem Zgromadzenia na rzecz Republiki (RPR). Od 1978 do 1981 i w 1986 był deputowanym do Zgromadzenia Narodowego. W latach 1985–1992 zajmował stanowisko wiceprzewodniczącego rady departamentu Indre. Od marca 1986 do maja 1988 był ministrem ds. współpracy w drugim rządzie premiera Jacques’a Chiraca.
W latach 1981–1993 kierował think tankiem Club 89, po czym został jego honorowym przewodniczącym. Pod koniec lat 80. podjął praktykę adwokacką. Zajmował się też arbitrażem. Był autorem publikacji książkowych.

## Odznaczenia
- Oficer Legii Honorowej
- Oficer Orderu Narodowego Zasługi[1]